# Гурије Казански
Преподобни Гурије Казански је руски православни светитељ и архиепископ Казањски из 16. века.

## Биографија
Рођен је 1500. у граду Радоњежу. Рођено име - Григорије. Као младић служио је код књаза Јована Пењкова. Након сукоба са књазом, где је лажно оклеветан био је у тамници две године. Након тога са замонашио у Успенско Јосифовском манастиру, и узео име Гурије. На месту игумана овог манастира провео је девет година. Након тога је постављен за игумана у Селижаровом манастиру.
Након ослобођења града Казања од Татара, сабор архијереја Руске Цркве, изабрао је Гурија коцком за првог архиепископа града Казана.
Подигао је храм Светог Благовештења у Казању.
Умро је 5. децембра 1563. године. На месту архиепископа казањског наследио га је Варсануфије Тверски.
Православна црква прославља светог Гурија, заједно са светим Варсенифијем 4. октобра по јулијанском календару.